# La belle est au Jardin d'amour

La belle est au Jardin d'amour est une chanson populaire française originaire de Picardie, écrite par un auteur anonyme.

## Histoire
Très populaire en Picardie, elle a été publiée pour la première fois par Jean-Baptiste Champfleury dans son recueil Chansons populaires des provinces de France de 1860 sous le titre La belle est au Jardin d'amour. Ce dernier explique que cette chanson, de même que Jésus-Christ s'habille en pauvre, était souvent chantée en petit comité par madame Pierre Dupont, qui était Picarde d'origine.